# Adamantea
Adamantea (łac. Adamanteia lub Adamanthea) – w mitologii greckiej nimfa, według niektórych źródeł Okeanida, według innych – córka króla Krety, Melisseusa. Pomagała Rei ukryć na Krecie małego Zeusa przed gniewem Kronosa, a następnie zajęła się wychowaniem dziecka, karmiąc je mlekiem kozy. Ponieważ Kronos był władcą nieba, morza i ziemi, Adamantea ukryła przed nim dziecko, zawieszając jego złotą kołyskę na drzewie (w ten sposób nie znajdowała się ona ani na ziemi, ani na niebie, ani na morzu). Większość źródeł mitograficznych utożsamia Adamanteę z Amalteją.